# ونزک
ونزک (به فرانسوی: Vanzac) یک کمون در فرانسه است که در Canton of Montendre واقع شده‌است.

## خصوصیات
ونزک ۶٫۳۹ کیلومترمربع مساحت و ۱۷۳ نفر جمعیت دارد و ۶۱ متر بالاتر از سطح دریا واقع شده‌است.